# Holme East Waver
Holme East Waver – civil parish w Anglii, w Kumbrii, w dystrykcie (unitary authority) Cumberland. W 2011 civil parish liczyła 318 mieszkańców.